# Autobahn Shanghai–Kunming
Die Autobahn Shanghai–Kunming oder Hukun-Autobahn (chinesisch 沪昆高速公路, Pinyin Hùkūn gāosù gōnglù, englisch Hukun Expressway), chin. Abk. G60, ist eine Autobahn in China, die eine Länge von 2.360 km aufweist. Sie beginnt bei der Metropole Shanghai und führt über Hangzhou, Nanchang, Shaoyang und Guiyang in die Hauptstadt der Provinz Yunnan, Kunming.